# Saint-Maixent-sur-Vie
Saint-Maixent-sur-Vie là một xã ở tỉnh Vendée trong vùng Pays de la Loire, Pháp. Xã này có diện tích 10,71 km², dân số năm 2006 là 735 người. Xã này nằm ở khu vực có độ cao trung bình15 mét trên mực nước biển.

## Biến động dân số
|  | Cet article ne cite pas suffisamment ses sources Si vous disposez d'ouvrages ou d'articles de référence ou si vous connaissez des sites web de qualité traitant du thème abordé ici, merci de compléter l'article en donnant les références utiles à sa vérifiabilité et en les liant à la section « Notes et références » En pratique : Quelles sources sont attendues ? Comment ajouter mes sources ? |

Catégorie:Bandeau de maintenance avec un mois erronéCatégorie:Bandeau de maintenance avec une année erronéeCatégorie:Article manquant de références Catégorie:Article manquant de références/Liste complète
| Năm | 1962 | 1968 | 1975 | 1982 | 1990 | 1999 | 2006 | 2007       |
| --- | ---- | ---- | ---- | ---- | ---- | ---- | ---- | ---------- |
| Dân số | 330  | 357  | 360  | 414  | 453  | 515  | 735  | 820 (est.) |
| From the year 1962 on: No double counting—residents of multiple communes (e.g. students and military personnel) are counted only once. |      |      |      |      |      |      |      |            |